# 袁乃宽旧居
袁乃宽旧居是清朝及中华民国军事及政治人物袁乃宽在天津的故居。该建筑位于当时的天津奥租界的金汤二马路（今河北区海河东路39号），该建筑目前是天津市文物保护单位和特殊保护等级历史风貌建筑。

## 历史
光绪三十四年(1908年)，袁世凯任直隶总督兼北洋大臣后不久在天津奥租界金汤二马路附近以低价购得一块5.7市亩的地皮，并由其族侄袁乃宽督建，并委托德国和英国建筑师设计建造。该建筑于1917年至1918年建成。袁世凯去世后该建筑成为族侄袁乃宽的寓所。中华人民共和国成立后，袁乃宽旧居一度被49户居民居住，后又改為飯店酒樓。現為袁氏宅邸博物館

## 建筑
袁乃宽旧居主楼为三层砖木混合结构楼房，共有房54间，建筑面积2089平方米。局部副楼为二层，建筑顶部设有红色的陡坡屋顶，屋顶正脊中间建有仿意大利文艺复兴早期圣玛利亚大教堂穹顶的扣钟状式采光亭，外立面为混水墙面。建筑中部设有六角形塔楼，为整栋建筑的构图中心。1976年唐山大地震，塔尖损毁。震后因塔尖修缮工艺难度大，所以放弃修复，塔楼于2004年恢复原状并增设了避雷针。主楼东侧的二楼上有拜占廷风格的小尖穹顶与塔楼相互映衬。旧居一楼原设有石柱、雕塑。文化大革命“破四旧”期间，这些石柱、雕塑被统一漆成了棕色并有局部破损。一楼各个房间的屋顶有尖的、弧形、棱形等形状。而建筑内部的铜质门把手、窗户和暖气盒上的铜质开关均属于德式的尼德兰风格。旧居院内还建有后花园，园中设有假山、游廊、钓鱼亭台、花窖等。该建筑是一座具有荷兰滨水建筑特征和德国日尔曼民族建筑风格的欧洲巴洛克建筑。

### “隐身处”与“脱身处”
袁乃宽旧居室内还设有“隐身处”与“脱身处”：“隐身处”设在二楼右侧，由小门连接，门内设有铁栏杆和钢筋混凝土楼梯，由此可直达楼顶间和地下室，如果小门關閉便没有明显的上下楼的通道。“脱身处”设在三楼凉亭处，内有铁楼梯直达后花园余门。该建筑面向海河在二、三层之间并设有八角形观景房和风水窗，这几面窗户都朝向海河，在这里可以观看四周风景。